# Opal (Benzin)

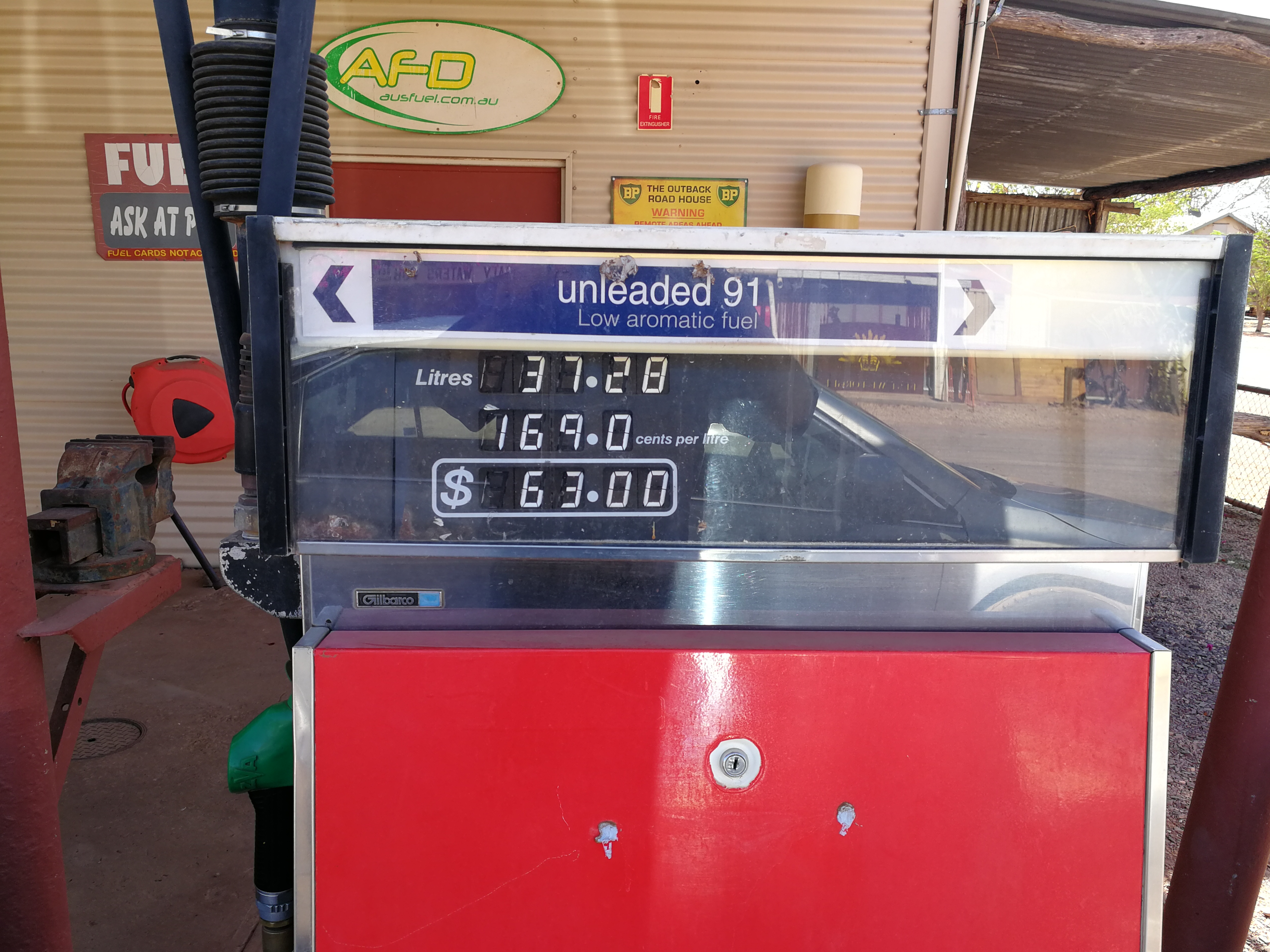
Zapfsäule für niedrigaromatisches Benzin in Daly Waters, Northern Territory, Australien

Opal ist eine Sorte von niedrigaromatischem Benzin (ROZ 91), das 2005 von BP Australia entwickelt wurde, um die unter Aborigines in ländlichen Gebieten verbreitete missbräuchliche Verwendung von Benzin als Schnüffelstoff zu bekämpfen.
Vor der Einführung von Opal war von BP bereits die Marke Comgas, ein Flugkraftstoff der Sorte AvGas, in vielen australischen Gemeinden vertrieben worden, um die Verwendung von Kraftstoff als Suchtmittel zu unterbinden. Aufgrund des giftigen Inhaltsstoffes Tetraethylblei wurde dieses Vorgehen aber wieder eingestellt.
Die Rauschwirkung beim Schnüffeln entsteht durch Aromaten wie Toluol und Xylol. Typisches bleifreies Benzin enthält bis zu 25 Prozent Aromaten. Im Gegensatz dazu enthält Opal nur 5 Prozent Aromaten. Es eignet sich daher weitaus schlechter als Schnüffelstoff. Da die Herstellungskosten von Opal-Benzin höher sind als die Herstellungskosten von Normalbenzin, wird dieser Kraftstoff mit einem Bundeszuschuss in Höhe von 0,33 AUD pro Liter durch den australischen Staat subventioniert.
Eine Untersuchung aus dem Jahr 2006 ergab, dass unter Berücksichtigung der sozialen und gesundheitlichen Kosten des Benzin-Schnüffelns durch die Einführung von Opal-Benzin mindestens 27 Mio. AUD pro Jahr eingespart würden. Ein Bericht des australischen Senats von 2010 zeigte, dass die Einführung von Opal in 106 australischen Gemeinden zu einem Rückgang des Benzin-Schnüffelns in diesen Gemeinden um 70 Prozent geführt hatte. Jedoch werde immer noch viel normales, von außerhalb der Gemeinden stammendes Benzin geschnüffelt. Ein flächenhafter regionaler Einsatz solle dies weiter reduzieren. Laut Angaben von BP wurden in der Zeit von der Einführung dieses Kraftstoffes bis zum Jahr 2012 insgesamt 132 Mio. Liter Opal getankt.
Im Jahr 2017 wurde berichtet, dass einige Jugendliche aus Arnhemland das Opal-Benzin trotz geringerem Aromatenanteil als Schnüffelstoff verwendet hatten.